# نقطة حوار (برنامج تلفزيوني)
برنامج نقطة حوار برنامج حواري تفاعلي يستفتي الجمهور في قضايا متنوعة ويقدمه بالتناوب نورالدين زورقي وسمير فرح وليليان داوود ورشا قنديل، ويدور رحى نقاشه على التلفاز والإذاعة والشابكة صوتا وصورة ونصًا. يبث البرنامج في بحر الاسبوع 3 مرات في تمام الساعة السادسة وست دقائق بتوقيت مكة. وسيتم زيادة أيام البث إلى 5 أيام اسبوعيا نزولا عند طلب الجمهور.